# Digital Mobile Radio

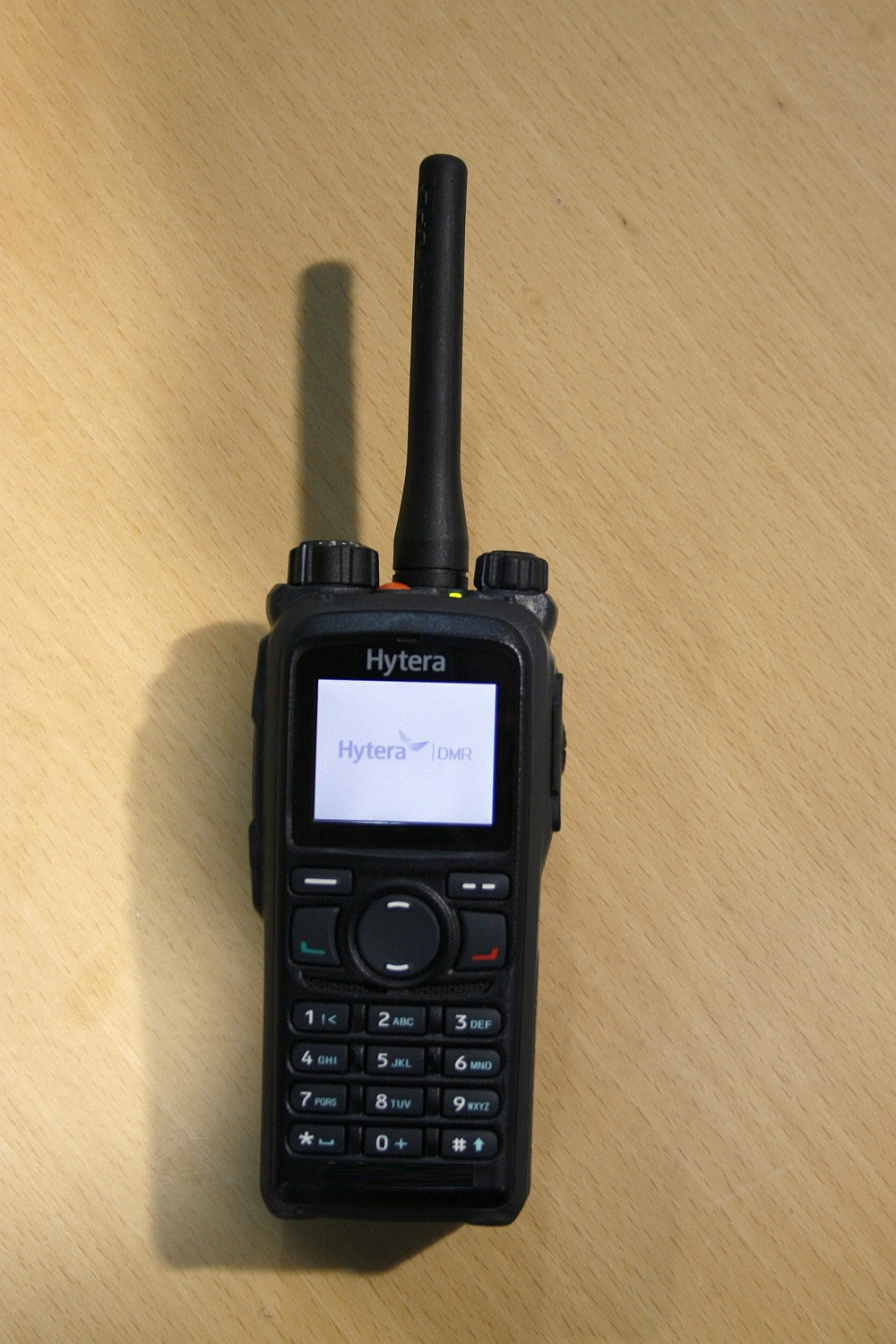
Handfunkgerät für DMR Tier III, Type Hytera PD785

Digital Mobile Radio (DMR), zu deutsch: Digitaler Mobilfunk bezeichnet einen Übertragungsstandard für Sprache und Daten in Funknetzen. DMR wird im Behördenfunk, Betriebsfunk, Amateurfunkdienst und weiteren Diensten verwendet.

## Geschichte
DMR wurde 2006 vom Europäischen Institut für Telekommunikationsnormen (ETSI) als Standard verabschiedet. Der Standard soll als Grundlage für die digitalen Funkanwendungen für Behörden und professionelle Nutzer in der EU dienen. Die Hersteller und Anbieter von DMR Systemen und Zubehör haben sich in der Industrievereinigung DMR Association zusammengeschlossen.
Technisch bietet DMR Vollduplex-Übertragung und arbeitet mit dem Zeitmultiplex-Verfahren. Wenngleich im ETSI-Standard kein fixer Vocoder vorgegeben ist, wird bei DMR für die Kodierung von Audiodaten üblicherweise Advanced Multi-Band Excitation (AMBE+) eingesetzt. Bei Datenübertragung wird eine Bruttodatenrate von 9,6 kBit/s erreicht und belegt dabei eine Bandbreite von 12,5 kHz. Die Modulation am Funkkanal ist eine Frequenzumtastung (FSK) mit vier verschiedenen Frequenzen (4FSK), die zeitliche Ausrichtung der Zeitschlitze erfolgt asynchron, da keine zentrale Instanz für die Synchronisierung vorhanden ist.
Ein konkurrierendes Verfahren ist dPMR, welches das FDMA-Frequenzmultiplex-Verfahren verwendet und mit einer Bandbreite von 6,25 kHz nur ein Drittel der bisherigen Bandbreite von 20 kHz belegt (ETSI EN 301 166 Teil 2).
Eine spezielle Aktualität erfahren diese beiden Verfahren durch eine Neuregelung der US Federal Communications Commission. Aufgrund eines Mangels an freien Kanälen werden zukünftig in den USA neue Funkanwendungen nur dann genehmigt, wenn sie eine maximale Bandbreite von 6,25 kHz je Sprechweg benutzen. Bei dPMR ist dies genau die Trägerbandbreite, beim DMR mit seinen zwei Zeitschlitzen auf einem 12,5-kHz-Träger spricht man vom 6,25-kHz-Äquivalent.

## DMR als Funkstandard
DMR wurde vom ETSI als Nachfolger analoger professioneller Funknetze etabliert. In den bestehenden (lizenzierten und lizenzfreien) Frequenzbändern sollen bessere Verständigung, rauschfreie Übertragung sowie höhere Datenraten und zusätzliche Dienstmerkmale als im Analogfunk ermöglicht werden. DMR bietet im Vergleich zu analogem frequenzmoduliertem Funk bei gleicher Bandbreite von 12,5 kHz mit zwei Sprachkanälen eine Verdopplung der Kanalzahl.
Gegenüber TETRA benötigt DMR geringere Investitionen sowie aufgrund der einfacheren Struktur geringeren Wartungsaufwand und bietet eine gewisse Kompatibilität zu bestehenden Funkanlagen. DMR-Funkanlagen und -Systeme eignen sich für unterschiedliche Anwendungen und können für kleinere lokale Betriebsfunklösungen bis hin zu großen Funknetzen eingesetzt werden. Anwender sind beispielsweise Stadtwerke, ÖPNV-Unternehmen und Energieversorger, aber auch Straßenbauämter und Autobahndienststellen.
Der Mixed-Mode ermöglicht die Umschaltung zwischen analogem Funk im 12,5-/20-/25-kHz-Raster und digitalem Funk im 6,25-kHz-Raster. Die Geräte sind sozusagen „abwärtskompatibel“. Eine Zusammenarbeit mit analogen Geräten auf einem anderen Kanal ist im Gegensatz zu TETRA möglich. Manche Repeater können auch auf demselben Kanal beide Standards (nacheinander) unterstützen – in der Betriebsart, in der er gerufen wird, antwortet der Repeater.
Als Vorteil für DMR gegenüber öffentlichen Mobilfunknetzen wird die höhere Systemverfügbarkeit bei einem Stromausfall (Blackout) gesehen, da viele Anlagen über eine unterbrechungsfreie Stromversorgung verfügen, die länger anhält als im Mobiltelefonnetz.

## Varianten
DMR Tier I ist für Hobbyanwendungen vorgesehen. Es gelten die üblichen technischen Beschränkungen wie bei PMR446-Geräten, d. h. fest angebaute Antenne, maximal 0,5 Watt Strahlungsleistung und Benutzung von allgemein zugewiesenen Frequenzen. Dafür sind sie jedoch frei von Nutzungsgebühren.
DMR Tier II ist für Betriebsfunkanwendungen vorgesehen. Wie im analogen Funk betreibt jede Firma eigene Geräte im Wechselsprechen (DMO), d. h. ohne fremde Infrastruktur oder in Gegensprechen (RMO) über Relaisstellen (BTS – Base Transceiver Station). Durch eine Vernetzung der Repeater (BTS) – auch als IP-Site-Connect bezeichnet – lassen sich aber auch überregionale Funknetze mit DMR Tier II realisieren. Bei Firmen können beispielsweise mehrere Gebäude, bei Nahverkehrsunternehmen ganze Regionen versorgt werden oder wie beim Amateurfunk eine weltweite Vernetzung aller DMR-Repeater/BTS erfolgen. Diese Vernetzung kann (je nach Situation) über leitungsgebundenes DSL, Sat-DSL, UMTS oder Richtfunk realisiert werden. DMR Tier II wird allgemein auch als „konventionelles DMR“ bezeichnet.
DMR Tier III oder auch DMR-Trunking / DMR-Bündelfunk (TMO – Trunked Mode Operation) beschreibt größere Funknetze mit einer oder mehreren Basisstationen und IP-Vernetzung, wobei hier an jedem Standort mehrere physikalische Frequenzen gleichzeitig bedient werden können. Damit ist es möglich, die Kapazität der jeweiligen Funkzelle/BTS zu erhöhen, somit kann eine Vielzahl von Gesprächen gleichzeitig über die BTS vermittelt werden. DMR Tier III ist daher als Alternative zum TETRA-Funkstandard zu sehen.
Herstellervarianten. Da die Implementierung von TIER-III sehr umfangreich ist, haben die meisten Hersteller eigene Varianten, die auf TIER-II aufbauen. Motorola bezeichnet seine Ergänzungen als Capacity Plus oder Linked Capacity Plus. Sie sind dann allerdings nur noch zu sich selbst kompatibel. Für Fremdgeräte sind solche Netze nicht zugänglich. Hytera verwendet in Analogie hierzu XPT (Extended Pseudo Trunk).

## DMR im Amateurfunk

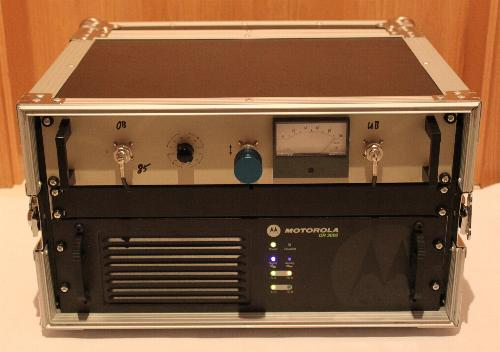
Relaisstation Typ DR3000 mit Antennenweiche, einsatzbereit in ein Flightcase montiert

Nach der sukzessiven Einführung von DMR im professionellen Bereich experimentierten auch Funkamateure mit der Anwendung. Da die Identifikation einer DMR-Funkstelle numerisch über eine so genannte DMR-ID erfolgt, die gesetzlichen Regelungen für den Amateurfunkdienst jedoch alphanumerische Rufzeichen vorsehen, entstand die Notwendigkeit einer eindeutigen Zuordnung. 2010 wurden in den USA ein ID-System nach den Richtlinien der Mobile Country Codes geschaffen und Registrierungsserver für den Amateurfunkdienst aufgesetzt. DMR wurde auch bei europäischen Funkamateuren immer beliebter, und der administrative Aufwand für die Verwaltung der DMR-Kennungen wuchs. 2014 wurde in Europa ein zweiter Registrierungsserver mit Hilfe von Funkamateuren aus den USA aufgesetzt. Dieser DMR-Registrierungsserver vergab DMR-IDs für Europa und Afrika und war mit den US-Servern synchronisiert. Seit 2020 wird Funkamateuren in einer internationalen Datenbank eine ID zugeteilt. Diese kann in den Geräten über Adressbücher mit Amateurfunkrufzeichen und Namen dargestellt werden.

### Geräte
DMR-Funkgeräte aller Hersteller sind aufgrund der ETSI-Standardisierung miteinander kompatibel. Die meisten Geräte beherrschen auch die analoge Frequenzmodulation. Es sind bisher (Stand April 2025) jedoch keine Geräte auf dem Markt, die neben DMR noch weitere digitale Sprechfunk-Betriebsarten (D-STAR, C4FM, APCO P25, M17, TETRA oder FreeDV) anbieten.
Zunächst wurden für den professionellen Markt bestimmte DMR-Geräte von Funkamateuren entsprechend zur Nutzung im Amateurfunkdienst programmiert. Später zogen vor allem chinesische Hersteller nach und produzieren DMR-fähige Amateurfunk-Geräte mit erweiterten manuellen Einstellmöglichkeiten direkt am Gerät.

### Parameter
Neben der DMR-ID sind für den Aufbau einer DMR-Sprechfunkverbindung folgende Parameter nötig:
- Die Sende- und Empfangsfrequenz (Funkkanal) ist bei einer direkten Verbindung identisch, bei einer Verbindung über eine Relaisfunkstation unterscheiden sie sich.
- Der Zeitschlitz (1 oder 2) bestimmt, welcher Zeitabschnitt des Funkkanals verwendet wird.[13]
- Die Sprechgruppe bestimmt den geografischen und/oder sprachlichen Bereich der Aussendung.[14]
- Es muss zwischen einem Privatanruf und einem Gruppenanruf unterschieden werden.[13]
- Der Color Code (ganzzahlig 1 bis 15) ermöglicht die Trennung von verschiedenen Aussendungen im gleichen Funkkanal.[15]

Eine Direktverbindung benötigt keine Angabe des Zeitschlitzes, da im Unterschied zu einer Verbindung über eine Relaisfunkstation keine Zeitsynchronisation zwischen den Geräten stattfindet.

### Netzwerke
Die Funkstellen können über das Internet vernetzt werden, was üblicherweise mit Funkrelaisstationen oder auch Kleinfunkgeräten mit Computeranschluss, so genannten Hotspots, gemacht wird. Am weitesten verbreitet sind die Netzwerke Brandmeister, DMR-MARC und DMR+ (DMR plus gesprochen). Zu beachten ist, dass die DMR-Netzwerke teilweise eigene Strukturen haben und nicht direkt untereinander verbunden sind. Es gibt deswegen sogenannte Bridges, die unterschiedliche Netze verbinden. Hier ist es sogar möglich, mit anderen digitalen Übertragungsarten wie D-STAR oder C4FM zu verbinden. Weiter kann ein Computer mit Ton-Eingabe und -ausgabe oder ein Mobiltelefon direkt über das Internet in die Netzwerke eingebunden werden.
Im Brandmeister-Netz gibt es weltweit über 7 000 DMR-Relais (Stand April 2025), in Deutschland sind derzeit rund 380 DMR-Relais bekannt (Stand 3/21), hauptsächlich im 70-cm-Band, teilweise auch im 2-m-Band. Die Anzahl der aktiven Brandmeister-Hotspots liegt (Stand April 2025) weltweit bei rund 20 000.
Die Software zur Vernetzung der DMR-Funkstellen wird meist von Funkamateuren geschrieben. Dadurch lassen sich amateurfunkspezifische Funktionen im DMR-Netz integrieren. Hierzu gehören die Nutzung von Reflektoren nach dem Vorbild von D-STAR DCS sowie die Möglichkeit zur Positionsmeldung an APRS-Server durch GPS-fähige Funkgeräte.
Da DMR zwei Zeitschlitze zur Verfügung stellt – es sind zwei Gespräche gleichzeitig auf einer Relaisstation möglich – können so beispielsweise auf Zeitschlitz 1 Gespräche in den Gesprächsgruppen Weltweit, Europa und National geführt werden, wobei es gleichzeitig möglich ist, auf dem Zeitschlitz 2 ein lokales, regionales oder nationales QSO zu führen. Durch die Vernetzung der Relais sind internationale Gespräche möglich. So sind Gespräche mit 100 Teilnehmern auf dem Zeitschlitz 1 in der Gesprächsgruppe Weltweit keine Seltenheit.

### Amateurfunk
- BrandMeister DMR
- DMR-MARC
- Hytera-Netz (Memento vom 12. Mai 2021 im Internet Archive)
- Karte und Liste der vernetzten Repeater auf dmr-marc.net
- Liste der letzten Verbindungen